# Life's Not out to Get You
| Recensione     | Giudizio |
| -------------- | -------- |
| AbsolutePunk   | [ 3 ]    |
| AllMusic       | [ 1 ]    |
| Blunt Magazine | 4.5/5    |
| Kerrang!       | [ 5 ]    |

Life's Not out to Get You è il secondo album in studio del gruppo musicale britannico Neck Deep, pubblicato il 14 agosto 2015.
A seguito del successo dell'album di debutto, Wishful Thinking (2014), la maggior parte dei membri della band ha lasciato il suo lavoro e il cantante Ben Barlow ha abbandonato l'università. Lavorando con Jeremy McKinnon, Andrew Wade e Tom Denney, il gruppo ha registrato il suo secondo album tra dicembre 2014 e gennaio 2015. In seguito la band è subito partita per un tour. Life's Not out to Get You è stato anticipato da due singoli: Can't Kick Up the Roots nel maggio 2015 e Gold Steps a luglio. Can't Kick Up the Roots si è posizionato al numero 16 nel Regno Unito sulla classifica dei singoli Rock & Metal. All'inizio di agosto, Threat Level Midnight è stata presentata in anteprima sul web. 
L'album è stato pubblicato dalla Hopeless il 14 agosto. Si è attestato alla posizione 8 nel Regno Unito, raggiungendo le migliori 20 negli Stati Uniti, ed è arrivata tra le migliori 40 in Irlanda e Australia. Poco dopo la pubblicazione dell'album il chitarrista Lloyd Roberts ha lasciato la band.
A dicembre 2025 è previsto un tour celebrativo per i dieci anni dalla pubblicazione del disco.

## Descrizione
I Neck Deep e il loro tour manager si spostano in Florida, dove suonano in vari spettacoli; in seguito alla pubblicazione di alcuni video su YouTube la Hopeless Records contatta il manager della band, e i Neck Deep vengono messi sotto contratto dall'etichetta discografica. Il passaggio alla Hopeless è avvenuto nell'agosto 2013.
La band ha pubblicato il suo album di debutto, Wishful Thinking, nel gennaio 2014. Il successo dell'album ha mosso la band da un lavoro "divertente, part-time", come Barlow lo ha chiamato, a un progetto a tempo pieno. Inoltre, grazie al successo, Thorpe-Evans, i chitarristi Matt West e Lloyd Roberts hanno abbandonato il loro lavoro, il batterista Dani Washington ha rifiutato un posto all'Academy of Contemporary Music e Barlow ha lasciato l'università. In ottobre e novembre 2014 la band ha fatto da supporto ai Real Friends nel loro tour statunitense.

## Composizione e registrazione
I Neck Deep hanno iniziato a scrivere nuovo materiale all'inizio di dicembre 2013 prima della pubblicazione di Wishful Thinking. Il cantante Ben Barlow ha detto che i Neck Deep volevano che il loro secondo album suonasse "più grande e migliore" di Wishful Thinking. Barlow ha affermato che il nuovo album è ciò che Wishful Thinking "avrebbe dovuto essere". Mentre rassicurava che suonava come la band, ha dichiarato che era più "lucido e arrotondato." Barlow ha detto che l'album "ha il potenziale per consolidare un lascito per questa band e di dimostrare noi come una delle migliori band pop-punk in tutto il mondo." Tutte le canzoni dell'album sono state accreditate ai Neck Deep con Seb Barlow, Andrew Wade, Tom Denney e Jeremy McKinnon.
L'intro di Citizens of Earth presenta una flatulenza di Thorpe-Evans. Can't Kick Up the Roots riguarda la città natale di Barlow, Wrexham (Galles del nord). Barlow ha detto che da un lato riguarda come Wrexham "fa schifo", dall'altro che è "ciò che la fa nostra." Le radici ("roots") del titolo si riferiscono all'amore della band per la loro città natale, nonostante i difetti. La band ha voluto che Can't Kick Up the Roots fosse "una canzone estiva" che "catturasse le orecchie delle persone immediatamente." Kali Ma riguarda una specifica scena del film Indiana Jones e il tempio maledetto (1984). Il gruppo ha fatto delle demo nel loro bus del tour durante l'edizione 2014 del Warped Tour.
La band ha deciso di uscire "dalla comfort zone" e ha lavorato "con qualcuno a cui abbiamo sempre guardato", Jeremy McKinnon degli A Day to Remember.
Il chitarrista Lloyd Roberts ha esclamato, dopo aver ascoltato l'album Homesick degli A Day to Remember, "Questo è il miglior album di sempre!", "Ora, [McKinnon è] semplicemente il nostro compagno Jez." L'eccitazione di McKinnon risaltò alla band: "non solo lui è qualcuno che sa cosa stanno facendo" ma sta aspettando l'album tanto quanto il gruppo. McKinnon ha lavorato con Andrew Wade sull'album Dear Youth (2014) dei The Ghost Inside quando Tom Denney ha abbandonato lo studio. McKinnon aveva ascoltato Wade e Denney parlare riguardo ad avere un incontro con i Neck Deep per discutere del loro successivo album. Il trio si è incontrato con il bassista Fil Thorpe-Evans e "tutti noi ci siamo intesi", secondo McKinnon. Alla fine i Neck Deep hanno contattato il trio per dire che erano stati scelti. Il 1 dicembre 2014 è stato annunciato che la band aveva iniziato a registrare, e il 21 gennaio 2015 è stato annunciato che il periodo di registrazione era finito. Il gruppo è entrato in studio con 20 canzoni; hanno finito con le 12 canzoni presenti sull'album. Threat Level Midnight è stata registrata per Wishful Thinking, ma la band era insicura di dove piazzare la canzone nella tracklist. La canzone stava per essere inclusa come bonus track per Wishful Thinking, invece è stata nuovamente registrata per Life's Not out to Get You. Life's Not out to Get You è stata prodotta da McKinnon and Wade. Wade inoltre ha aiutato a registrare e mixare, mentre McKinnon ha fornito la sua voce per Kali Ma. L'album è stato masterizzato da Alan Douches. Poco dopo aver finito la registrazione la band ha iniziato un tour in gennaio e febbraio.

## Critica
Can't Kick Up the Roots si è posizionato nella classifica Independent Singles Breakers del Regno Unito al nono posto, al numero 16 nella classifica dei singoli Rock & Metal, al 45 nella Independent Singles.
Life's Not out to Get You ha venduto 26 251 copie, posizionandosi al numero 8 nel Regno Unito e al 17 negli Stati Uniti. Si è anche posizionato al numero 15 in Irlanda, al 28 in Australia e all'87 in Belgio. Can't Kick Up the Roots è stata nominata per l'"Independent Track of the Year" agli Association of Independent Music awards.
Il giornalista Ryan Bird di Rock Sound ha scritto che Life's Not out to Get You è il tipo di "album pop-punk che non senti più." Bird ha paragonato la musica a quella dei primi anni novanta "fino in fondo", e alcune canzoni del calibro dei Sum 41 e dei New Found Glory. Ha notato che ciò distingue la band dai loro colleghi. Can't Kick Up the Roots, Lime St. o Kali Ma potrebbe essere classificata come "canzone dell'estate". Bird ha menzionato che la voce di Barlow "non è mai stata migliore, risuonando più forte, più fluida e più controllata." L'album è stato inserito alla posizione numero 10 nei "10 dischi essenziali del 2015" di Alternative Press. Matt Crane di Alternative Press ha rimarcato che "I ritornelli piacevoli [...] e le toccanti ballate acustiche [...] fanno piovere pizza fino a che l'occhio può vedere."
È stato inserito al 36º posto nei "50 album pop-punk migliori di sempre" di Kerrang!.

## Copertina e album
La copertina è stata creata da Ricardo Cavolo. Barlow voleva che avesse "un vero tocco di disegnato a mano" e che fosse "totalmente diversa da altre copertine che vengono fatte" Il diavolo raffigurato nella copertina in basso a sinistra è un commento su come una persona dovrebbe stare attento a non lasciare che il diavolo sulla spalla vinca. Alcuni degli elementi in primo piano coincidono con il testo delle canzoni senza che Cavolo avesse ascoltato l'album. Per esempio, una delle canzoni è intitolata Serpents (serpenti) e la copertina mostra dei serpenti. Barlow e Cavolo hanno creato un fumetto basato sulla copertina che include testi dell'album diventati la storia del fumetto. Il fumetto è stato reso disponibile tramite pre-ordine. La storia prevede un personaggio chiamato June "che affronta tutti questi ostacoli durante tutta la sua vita". L'obiettivo di June è raggiungere una casa su una collina nonostante tutti i problemi che potrebbero sorgere. Barlow afferma che questa è una metafora "per l'idea perseverare sempre e dare il tuo meglio", un concetto che è in primo piano nell'album. L'album è contenuto in un involucro di cartone apribile.

## Pubblicazione
Il 5 maggio 2015 i Neck Deep hanno annunciato il loro secondo album, Life's Not out to Get You, e rivelato le tracce e la copertina L'11 maggio, Can't Kick Up the Roots è stata presentata sul programma Rock Show di BBC Radio 1. Il giorno successivo, è stato pubblicato un video musicale per la canzone, che è stato diretto da Daniel Broadley e filmato a marzo. Lo stesso giorno, la canzone è stata pubblicata come singolo. La band ha suonato nell'edizione 2015 del Warped Tour. Gold Steps è stata presentata su BBC Radio 1 il 19 luglio, ed è stato pubblicato come singolo il giorno seguente. Il 21 luglio è stato pubblicato un video musicale per la canzone. È stato diretto da Kyle Thrash. Il 10 agosto, Threat Level Midnight è stata resa disponibile in streaming. L'album è stato pubblicato il 14 agosto dalla Hopeless. Le edizioni HMV e Target includono tre bonus track: una versione con la band al completo di December e una versione acustica di  Can't Kick Up the Roots e Lime St.. Il giorno successivo l'album è stato reso disponibile in streaming. A seguito di accuse di molestie sessuali verso un minore il 23 agosto, Roberts Lloyd si è separato dalla band, che non voleva che le accuse offuscassero la reputazione della band e anche per focalizzarsi sulla vita famigliare . La band ha fatto da supporto per gli All Time Low e gli Sleeping with Sirens ad ottobre e novembre nel "Back to the Future Hearts Tour".
La band ha supportato inoltre i Bring Me the Horizon nel Regno Unito a novembre. Il 18 dicembre viene annunciato che Sam Bowden si è aggiunto alla band come sostituto di Roberts. Il primo gennaio 2016 è stato pubblicato un video per Smooth Seas Don't Make Good Sailors, filmato durante il 2015. La band ha tenuto un tour nel Regno Unito assieme agli State Champs a febbraio, con il supporto di Knuckle Puck e Light Years.
Il 27 gennaio è stato pubblicato un video musicale per Kali Ma, diretto da Elliot Ingham, seguito a marzo da quello di Serpents, estratto come terzo singolo dall'album.
Il 10 marzo è stato pubblicato un video musicale per Serpents, diretto da Miguel Barbosa. Il 18 marzo è stato pubblicato un omonimo EP contenente le canzoni Serpents e Can't Kick Up the Roots remixate da Mark Hoppus, oltre alle due tracce originali.

## Tracce
Testi e musiche dei Neck Deep, Seb Barlow, Jeremy McKinnon e Andrew Wade, eccetto dove indicato.
1. Citizens of Earth – 2:40 (Neck Deep, S. Barlow)
2. Threat Level Midnight – 2:46 (Neck Deep, S. Barlow)
3. Can't Kick Up the Roots – 2:49 (Neck Deep, S. Barlow, Wade)
4. Kali Ma – 2:50
5. Gold Steps – 3:12 (Neck Deep, Denney, Wade, McKinnon)
6. Lime St. – 3:19 (Neck Deep, S. Barlow)
7. Serpents – 2:45 (Neck Deep, Denney, Wade, McKinnon)
8. The Beach Is for Lovers (Not Lonely Losers) – 3:04
9. December – 3:38
10. Smooth Seas Don't Make Good Sailors – 3:05 (Neck Deep, Denney, Wade, McKinnon)
11. I Hope This Comes Back to Haunt You – 2:49
12. Rock Bottom – 3:20

Tracce bonus nell'edizione HMV/Target
1. December (full band version) – 3:36
2. Can't Kick Up the Roots (acoustic) – 2:50 (Neck Deep, S. Barlow, Wade)
3. Lime St. (acoustic) – 3:14 (Neck Deep, S. Barlow)

## Formazione
Formazione come da libretto.
Neck Deep
- Ben Barlow – cantante
- Lloyd Roberts – chitarra
- Fil Thorpe-Evans – basso, voce secondaria
- Matt West – chitarra
- Dani Washington – batteria

Cantanti aggiuntivi
- Jeremy McKinnon – cantante in Kali Ma

Produzione
- Jeremy McKinnon – produttore
- Andrew Wade – produttore, ingegnere del suono, mixer
- Alan Douches – mastering
- Richardo Cavolo – copertina

## Classifiche
| Classifica (2015)          | Posizione raggiunta |
| -------------------------- | ------------------- |
| Australia                  | 28                  |
| Belgio                     | 87                  |
| Irlanda                    | 15                  |
| Regno Unito                | 8                   |
| Regno Unito (downloads)    | 11                  |
| Regno Unito (physical)     | 7                   |
| Regno Unito (vinyl)        | 2                   |
| Regno Unito (independent)  | 1                   |
| Regno Unito (rock & metal) | 2                   |
| Scozia                     | 10                  |
| Stati Uniti                | 17                  |
| Stati Uniti (digital)      | 21                  |
| Stati Uniti (vynil)        | 1                   |
| Stati Uniti (independent)  | 1                   |
| Stati Uniti (alternative)  | 3                   |
| Stati Uniti (rock)         | 3                   |